# أولاد عبو أولاد احميدة2 (دار بوعزة)
أولاد عبو أولاد احميدة2 هي إحدى مشيخات المملكة المغربية، تتبع جغرافيا لإقليم النواصر وإداريًا لدار بوعزة. يقدر عدد سكانها بـ 17202 نسمة حسب الإحصاء الرسمي للسكان والسكنى لسنة 2004.